# Ralph Partridge

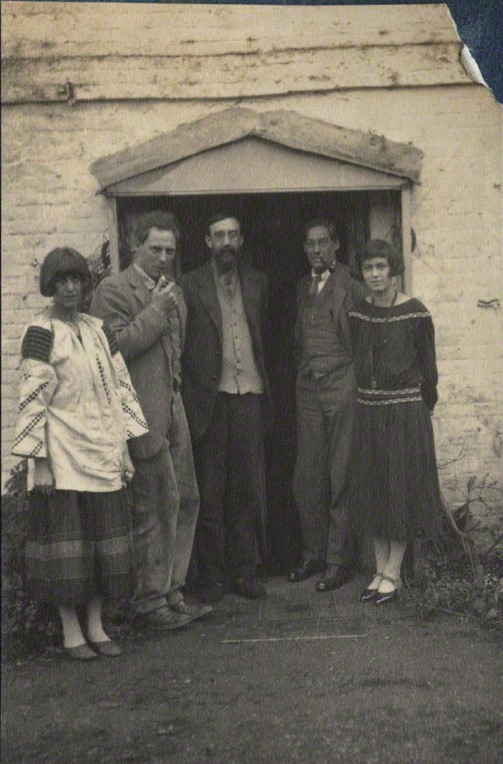
Dora Carrington, Ralph Partridge, Lytton et Oliver Strachey, et Frances Partridge; par Lady Ottoline Morrell, 1923.

Reginald Sherring Partridge, connu comme Ralph Partridge, né en 1894 et mort le 30 novembre 1960, est un membre du Bloomsbury Group qui travailla pour Leonard Woolf et Virginia Woolf, épousa en premières noces Dora Carrington puis Frances Marshall, et fut grand ami de Lytton Strachey.

## Biographie
Partridge est le fils de (William) Reginald Partridge, fonctionnaire colonial aux Indes britanniques, magistrat de district et collecteur des Provinces du Nord-Ouest et de Oudh pour l'Indian Civil Service, et de Jessie (née Sherring). Son père est le fils d'un solliciteur du Devon, tandis que du côté de sa mère, la famille Sherring compte des pasteurs et des missionnaires travaillant à Bénarès. Dans son enfance, Partridge est appelé « Rex ».
Il est éduqué à la Westminster School où il est « Head Boy ». Partridge obtient une bourse en humanités classiques à Christ Church, et fait de l'aviron pour l'université d'Oxford. Pendant la Première Guerre mondiale, il sert au Royal Warwickshire Regiment, et est affecté à la 48e division d'infanterie de la compagnie cycliste, puis retourne dans son régiment après un an. Il accède au rang de major à l'âge de vingt-trois ans, et reçoit la Military Cross avec barrette ainsi que la Croix de guerre,,.
Partridge est ami à Oxford de Noel Carrington, frère cadet de Dora Carrington. Ils font connaissance en 1918. Partridge tombe amoureux de Dora Carrington et elle accepte de l'épouser en 1921 bien qu'elle-même soit amoureuse de Lytton Strachey. Strachey, qui éprouvait une grande amitié pour Carrington, était lui-même plus attiré par Partridge. En outre, ce qui est encore plus compliqué, Dora Carrington entretient une liaison intermittente avec l'un des meilleurs amis de Ralph Partridge, Gerald Brenan. Carrington, Partridge et Strachey partagent une maison de campagne dans le Wiltshire, Ham Spray, dans un trio amoureux complexe qui a été décrit dans un film sorti en 1995, Carrington. Si Strachey évoque ouvertement son homosexualité avec ses amis de Bloomsbury, et a des relations amoureuses avec certains hommes, les détails de ses penchants ne sont pas connus avant la publication de Lytton Strachey: A Critical Biography par Michael Holroyd à la fin des années 1960.

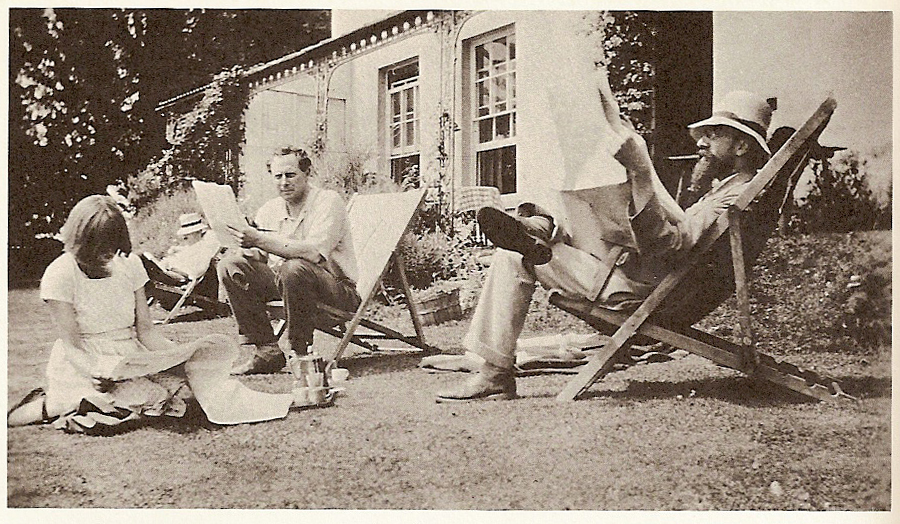
Dora Carrington, Ralph Partridge et Lytton Strachey à Ham Spray.

En 1926, Partridge quitte Dora Carrington pour vivre avec Frances Marshall, dont il avait fait la connaissance lorsqu'elle travaillait à la librairie londonienne de David Garnett et Francis Birrell ; à cette époque, Partridge travaillait pour Leonard Woolf et Virginia Woolf à la Hogarth Press. Pendant ce temps, Carrington a une liaison avec Bernard Penrose qui était ami de Partridge. Après le suicide de Carrington en 1932, juste après la mort de Lytton Strachey, Ralph et Frances se marient en 1933. Ils ont un fils unique, Burgo Partridge (en) (1935-1963). Ils habitent à Londres la semaine et à Ham Spray les week-ends. Ils profitent avec bonheur de Ham Spray jusqu'à la mort de Ralph Partridge  en 1960. Frances Partridge, dernier membre vivant et mémorialiste  du Bloomsbury Group meurt, âgée de 103 ans, en 2004.

## Livres
- A Pacifist's War (Hogarth Press, 1978) par Frances Partridge est un compte-rendu de la vie de Ralph et Frances Partridge comme pacifistes pendant la Seconde Guerre mondiale, lorsque Ralph Partridge refuse de s'enrôler à la Home Guard, et est reconnu finalement comme objecteur de conscience par le tribunal d'appel[10].

## Films
- Steven Waddington interprète Partridge dans le film biographique britannique de 1995, Carrington, écrit et réalisé par Christopher Hampton basé sur le livre Lytton Strachey de Michael Holroyd[11].
- Christian Coulson joue Partridge dans un film britanno-américain de 2002 intitulé  The Hours dirigé par Stephen Daldry, d'après le roman du même nom de Michael Cunningham ayant remporté le prix Pulitzer en 1998[12].
- Laurence Fox interprète Partridge dans un film espagnol de 2003 ayant remporté le prix Goya, intitulé Al sur de Granada, écrit et réalisé par Fernando Colomo, d'après l'autobiographie de 1957 South from Granada de Gerald Brenan.
- Nathan Stewart-Jarrett joue Partridge dans un film de 2018, Vita & Virginia, dirigé par Chanya Button. Le scénario écrit par Button et Eileen Atkins est adapté de la pièce de 1992 Vita & Virginia par Atkins.